# چیرشا-تارتیش
چیرشا-تارتیش (به لاتین: Chirsha-Tartysh) یک منطقهٔ مسکونی در روسیه است که در باشقیرستان واقع شده‌است.